# Ryan Roxie
Ryan Roxie (nascido Ryan Rosowicz; Sacramento; 1 de dezembro de 1965) é um guitarrista e cantor conhecido por seu trabalho com Alice Cooper e na banda Slash's Snakepit. Além de seu trabalho na música ele também ocasionalmente apresenta o The Big Rock Show with Ryan Roxie. Em 2012 O guitarrista Ryan Roxie voltou à banda de Alice Cooper para a próxima turnê do lendário roqueiro.
"Eu não posso nem começar a expressar como estou animado em ter a oportunidade de fazer parte da programação deste ano na turnê", disse Ryan. "Ser capaz de contribuir musicalmente com Alice e sua banda, tocar para todos os fãs fiéis de Cooper, e ter a chance de tocar guitarra no palco ao lado de um dos maiores ícones do rock... Bem, vamos dizer que eu pretendo aproveitar este passeio, irei me dedicar 110%".
Ele acrescentou: "Eu posso parecer calmo por fora, mas por dentro eu estou bem empolgado e honrado em fazer parte disso, mais do que eu já estive em minha carreira..."
"Vamos entrar naquele ônibus, para sair e tocar para todos vocês (o mais breve possível)... Estou ansioso para ver todos os rostos familiares e conhecer novas caras também".
Fonte: Alice Cooper: guitarrista Ryan Roxie retorna à banda - Novidades (Notícia) http://whiplash.net/materias/news_841/150918-alicecooper.html#ixzz1rhFTtB7i

## Discografia

### Geral
| Ano  | Artista          | Álbum                      |
| ---- | ---------------- | -------------------------- |
| 1985 | Candy            | Teenage Neon Jungle        |
| 1991 | Electric Angels  | Electric Angels            |
| 1997 | Dad's Porno Mag  | Dad's Porno Mag            |
| 2000 | Slash's Snakepit | Ain't Life Grand           |
| 2004 | Roxie 77         | Peace, Love and Armageddon |
| 2008 | Happypill        | This Year                  |
| 2009 | Roxie 77         | Two Sides To Every Story   |
| 2010 | Casablanca       | Downtown                   |
| 2010 | Casablanca       | La Voix                    |

### ComGilby Clarke
| Ano  | Álbum            |
| ---- | ---------------- |
| 1994 | Pawnshop Guitars |
| 1995 | Blooze           |
| 1997 | The Hangover     |
| 1998 | Rubber           |

### Com Alice Cooper
| Ano  | Álbum                    |
| ---- | ------------------------ |
| 1997 | A Fistful of Alice       |
| 2000 | Brutal Planet            |
| 2001 | Dragontown               |
| 2003 | The Eyes of Alice Cooper |
| 2005 | Dirty Diamonds           |